# Volleybalvereniging Zaanstad
Il Volleybalvereniging Zaanstad è una società pallavolistica maschile olandese, con sede a Zaandam: milita nel campionato olandese di Topdivisie.